# Hyoscyamus pusillus
Hyoscyamus pusillus là loài thực vật có hoa trong họ Cà. Loài này được L. mô tả khoa học đầu tiên năm 1753.